# 高須基仁
高須 基仁（たかす もとじ、1947年（昭和22年）12月9日 - 2019年（令和元年）9月17日）は、日本の出版プロデューサーで、モッツ出版株式会社の代表取締役。息子は編集者・格闘技ライターの高須基一朗。姪はフリーアナウンサーの高須沙知子。

## 経歴・人物
静岡県掛川市出身。静岡県立掛川西高等学校、中央大学法学部卒業。中央大学在学中は銀座松屋のおもちゃ売場でアルバイトをしながら、全学連活動家として学生運動に従事。1968年（昭和43年）の10・21国際反戦デーで、丸太を片手に防衛庁（現・防衛省）への侵入を図り、凶器準備集合罪と公務執行妨害の嫌疑で逮捕される。
大学を卒業後、玩具メーカーのトミーに入社。トミカ、プラレール、UNOなどの商品に携わる。1983年（昭和58年）にはUNOをヒットさせた功績で、サラリーマンながら玩具専門誌「トイジャーナル」の表紙を飾った。しかし、任天堂が発売したゲーム&ウオッチに衝撃を受け36歳でトミーを退社。最後の肩書はマーケティング本部長だった。その後、芸能事務所、制作プロダクションの経営を経て、1992年（平成4年）にモッツ出版を設立。
島田陽子、天地真理などのヘアヌード写真集をプロデュースし、「ヘアヌード仕掛け人」「脱がせ屋」「毛の商人」とも呼ばれた。熟女にこだわる理由について、「女性の人生はカラダに出る。妊娠線、帝王切開線は女の勲章。垂れ乳、下がり尻、三段腹は三種の神器だ。女体からにじみ出る人生こそが究極の“美”だ」と語っていた。
激高しやすい性格で、ロフトプラスワンなどのトークイベントで暴れる姿がよく見られた。特に田代まさしの出所会見イベントに乱入した様子はインターネット上のニュースサイト、動画サイトなどで取り上げられるなど拡がりを見せた。
人生の節目を拓郎とともに過ごしてきたと話す吉田拓郎の大ファンだった。
2019年（令和元年）9月17日、肺がんのため東京都内の病院にて死去。71歳没。
2019年（令和元年）10月30日、佐藤昇主催の高須基仁を偲ぶ会が行われた。
2019年（令和元年）11月25日、ぴあ創業者の矢内廣が代表の高須基仁を偲ぶ会が行われた。

## 手掛けた主なヌード写真集
- 島田陽子『Kir Royal』（1992年、撮影：遠藤正 ISBN 4-88475-168-X）[12]
- LILIKO（現・LiLiCo）『前夜 LILIKO』（1995年、撮影：加納典明 ISBN 4-89424-071-8）[13]
- 藤田朋子『遠野小説』（1996年、撮影：荒木経惟 ISBN 978-4894241190）
- 天地真理『東京モガ―浪漫写真』（1997年、撮影：沢渡朔 ISBN 4-8458-1491-9）
- 西川峰子『Private〈2〉東京情事』（1997年、撮影：佐藤健 ISBN 978-4845814961）
- 清水ひとみ『東京ストリップ』（1998年、撮影：沢渡朔 ISBN 4-8458-1498-6）
- 大西結花『遠野 冬』（1999年、撮影：小沢忠恭 ISBN 4-87287-955-4）
- 高部知子『Objet D’amour』（1999年、撮影：伴田良輔 ISBN 4-8458-1502-8）
- 野村沙知代『Stay Young Forever』（2000年、撮影：大渕静樹 ISBN 4-931538-00-2）
- 林葉直子『罰 NAOKO HAYASHIBA』（2001年、撮影：横木安良夫 ISBN 4944214200）

## メディア出演
- マネーの虎（日本テレビ）
- 脱がせ屋「高須」のモンド無用!（MONDO21）
- サンデージャポン（TBS）
- 高須基仁のサンデー・ジャパン（YouTube「モッツチャンネル」）

## 主催イベント
- 熟女クイーンコンテスト　2006年10月28日に第1回開催。以降、2019年3月3日開催の第25回[14]まで不定期で実施。
- 萌えクイーンコンテスト　2011年1月8日に第1回開催。以降、2018年5月3日開催の第7回まで不定期で実施。大会公式HP

## 著書
- 『エロス・ジャンキ－ 究極対談』（リム出版新社、1999年。ISBN 4-89800-127-0）
- 『美女が脱ぐ瞬間（とき）ヘアヌード写真集の舞台裏』（リム出版新社、1999年。ISBN 4-89800-119-X）
- 『美女のつぶやき ヘアヌード写真集仕掛人日誌』（芳賀書店、2000年。ISBN 4-8261-3032-5）
- 『散骨』（光文社、2002年。ISBN 4-334-92369-0　光文社文庫、2005年。ISBN 4-334-73823-0）
- 『毒舌対談 美女のエロスをさぐる』（リム出版新社、2002年。ISBN 4-89800-150-5）
- 『号外!口害!高須新聞』（日本出版社、2004年。ISBN 4-89048-870-7）
- 『毛（ヘア）の商人 ヘアヌードの仕掛人が暴露する、女優・タレント(秘)話』（コアマガジン 、004年。ISBN 4-87734-680-5）
- 『美神（ビーナス）たちの裸心 脱がせ屋モッツ高須 アイドル、ハダカにしちゃいました!』（ゴマブックス、2005年。ISBN 4-7771-0095-2）
- 『危機突破の「駆け引き」術 修羅場・土壇場を切り抜ける』（日本文芸社、2006年。ISBN 4-537-25348-7）
- 『高須新聞縮刷版』（鹿砦社、2008年。ISBN 978-4846306632）
- 『くそったれ!!』（三才ブックス、2008年。ISBN 978-4-86199-168-4）
- 『私は貝になりたい Vol.1 - 3』（モッツ出版、2008年 - 2018年。ISBN 978-4944214396他）
- 『芸能通信簿 あの出来事、あの人のもう一つの真実とは!?』（静岡新聞社、2009年。ISBN 978-4-7838-0352-2）
- 『国粋ニッポン闘議』（春日出版、2009年。ISBN 978-4-86321-166-7）
- 『高須流 人たらしの極意』（春日出版、2009年。ISBN 978-4863212015）
- 『恥の大辞典』（トーキョーマイメイツパワー、2009年。ISBN 978-4903454061）
- 『飲んで暴れて惚れて』（三才ブックス、2011年。ISBN 978-4-86199-430-2）
- 『悪名正機（アウトサイダー十三人の話）』（金曜日、2012年。ISBN 978-4-906605-88-0）
- 『慶應医学部の闇―福澤諭吉が泣いている』（展望社、2014年。ISBN 978-4-88546-283-2）
- 『新国粋ニッポン闘議―高須基仁対談集』（展望社、2015年。ISBN 978-4-88546-294-8）
- 『病める海のまち・闇―東日本大震災最大の被災地・石巻』（展望社、2016年。ISBN 978-4-88546-318-1）
- 『高須流 人たらしの極意2』（春日出版、2019年。ISBN 978-4-88546-353-2）
- 『ボウフラが女肌（はだ）を刺すよな蚊になるまでは、泥水呑み呑み浮き沈み―美女が脱ぐ瞬間Part2』（モッツ・コーポレーション、2019年。ISBN 978-4-88546-365-5）

## DVD
- 悪役プロデューサー高須基仁 ロフトプラスワン全記録Vol.1（LOFT CINEMA）
- 高須基仁プロデュース 熟女クイーンコンテストVol.1〜Vol.9総集編（LOFT CINEMA）